# قرار مجلس الأمن التابع للأمم المتحدة رقم 909
قرار مجلس الأمن التابع للأمم المتحدة رقم 909، المتخذ بالإجماع في 5 نيسان / أبريل 1994، بعد إعادة تأكيد القرارات 812 (1993)، 846 (1993)، 872 (1993)، 891 (1993) و893 (1994) بشأن رواندا، عبر المجلس عن قلقه إزاء تدهور الأمن والوضع الإنساني في البلاد، ولا سيما في كيغالي، ومدد ولاية بعثة الأمم المتحدة لمساعدة رواندا حتى 29 يوليو 1994.
وأُعرب عن القلق إزاء التأخير في تشكيل حكومة انتقالية وسلطة وطنية انتقالية، الأمر الذي شكل عقبة رئيسية أمام اتفاقات أروشا. وسيجري استعراض بعثة الأمم المتحدة لتقديم المساعدة إلى رواندا في غضون ستة أسابيع بما في ذلك دور الأمم المتحدة في رواندا إذا أبلغ الأمين العام بطرس بطرس غالي المجلس بأنه لم يتم إحراز تقدم كاف في إنشاء السلطات الانتقالية.
وحث كلا الطرفين على حل خلافاتهما دون إبطاء بهدف إنشاء المؤسسات الانتقالية، وعلى الرغم من عدم تنفيذ اتفاق أروشا للسلام، فقد تم التقيد بوقف إطلاق النار وأشاد بمساهمة بعثة الأمم المتحدة لتقديم المساعدة إلى رواندا. وكان الدعم المستمر لبعثة الأمم المتحدة لتقديم المساعدة إلى رواندا يتوقف على التنفيذ الكامل لاتفاقات أروشا. وفي الوقت نفسه، دعم جهود الأمين العام وممثله الخاص والدول الأعضاء ومنظمة الوحدة الأفريقية لجهودهم في العملية السياسية ولتقديم المساعدة الإنسانية وغيرها. وأخيراً، طلب من الأمين العام أن يواصل رصد التكاليف المالية لبعثة الأمم المتحدة لتقديم المساعدة إلى رواندا.

## روابط خارجية
- نص القرار في undocs.org